# Bataille de Bousra al-Harir
Guerre civile syrienne
Batailles
La bataille de Bousra al-Harir a lieu les 20 et 21 avril 2015 lors de la guerre civile syrienne.

## Déroulement
Le 20 avril 2015, l'armée arabe syrienne et le Hezbollah lancent une offensive au nord de la ville de la petite ville de Bousra al-Harir. Les loyalistes s'emparent de plusieurs villages et peuvent rouvrir une route reliant Deraa et Soueïda. Ils coupent également une voie d'approvisionnement des rebelles utilisée pour acheminer des combattants et des armes de la frontière jordanienne à al-Lajjat, une localité considérée comme un point de passage pour les armes vers le gouvernorat de Damas,.
Les loyalistes sont cependant repoussés devant la ville de Bousra al-Harir. Selon l'Observatoire syrien des droits de l'homme (OSDH), les combats ont fait 22 morts chez les loyalistes et 37 du côté des rebelles.